# Tommy Flanagan (músico)
Thomas Lee Tommy Flanagan (Detroit, 16 de Março de 1930 - Nova Iorque, 16 de Novembro de 2001) foi um pianista e compositor de jazz norte-americano.
Cresceu em Detroit, inicialmente influenciado por pianistas como Art Tatum, Teddy Wilson e Nat King Cole, e depois pelos novos músicos do Bebop. Pouco depois de se mudar para Nova Iorque, em 1956, já tinha gravado com Miles Davis e com Sonny Rollins no seu histórico Saxophone Colossus. Continuou a actuar em bandas de outros músicos de Jazz, incluindo os também marcantes John Coltrane, em Giant Steps (1960), e Wes Montgomery, em The Incredible Jazz Guitar of Wes Montgomery (1960), até se tornar o pianista a tempo inteiro de Ella Fitzgerald, de 1962 a 1965. Regressaria novamente em 1968, para ficar por uma década.
Depois de abandonar novamente Ella Fitzgerald, Flanagan foi aclamado pela elegância do seu estilo, que sobressaía principalmente quando actuava à frente do seu próprio trio. Durante uma carreira de 45 anos, gravou mais de 30 anos com o seu próprio nome, e mais de 200 álbuns como acompanhante. Por altura do seu falecimento, com 71 anos, era admirado como um dos maiores e mais influentes pianistas de Jazz.